# George Șipoș
George Șipoș (sau George T. Sipos pentru scrierile în limbi străine, n. 1975, Tulgheș, Harghita, România) este un niponolog, traducător din literatura japoneză și jurnalist român-american.

## Biografie
După absolvirea Liceului Gheorghe M. Murgoci din Brăila, urmează cursurile secției de Limbă și Literatură Japoneză a Facultății de Limbi și Literaturi Străine din cadrul Universității din București, după care obține o bursă de studii în Statele Unite ale Americii. În 2002 absolvă cu titlul de MA Programul Centrului de Studii Asiatice al Universității din Pittsburgh și în 2013 obține titlul de doctor (PhD) în literatură și istorie japoneză la Universitatea din Chicago, cu teza „The Literature of Political Conversion (Tenkō) of Japan”.
Traducător în limba română a numeroase nuvele și povestiri din literatura japoneză modernă și contemporană, publicate începând din 1995 în reviste culturale precum România literară, Contrapunct, Timpul. Printre autorii traduși se numără: Yasunari Kawabata, Ryūnosuke Akutagawa, Osamu Dazai, Jun'ichirō Tanizaki, Izumi Kyōka, Riichi Yokomitsu.
În 2008 îi apare la Editura Humanitas traducerea eseului Soare și oțel (Taiyō to tetsu) al scriitorului Yukio Mishima. În 2010, o antologie de traduceri de autor a lui Ryūnosuke Akutagawa, care include în premieră în limba română textul Viața unui prost (Aru ahō no isshō) îi este publicată la Editura Curtea Veche. În același an, alte două volume, traduceri din opera lui Yasunari Kawabata, Sunetul muntelui (Yama no oto) și O mie de cocori (Senbazuru), îi apar la Editura Humanitas. În 2024 publică tot la Editura Humanitas volumul Decădere umană din opera lui Osamu Dazai care include romanul Decădere umană (Ningen shikkaku), dar și povestirile Școlărița (Joseito), O sută de vederi ale Muntelui Fuji (Fugaku hyakkei) și Opt scene din Tokyo (Tōkyō hakkei).
Începând din 1994 contribuie cu critică literară, interviuri și reportaje culturale la România literară, Dilema, Poesis, Dreptatea, Contrapunct, Luceafărul, Observator cultural, Orizont. 
Fondator al jurnalului academic Romanian Journal of Japanese Studies (1999-2002). Redactor fondator al revistei culturale Obiectiv Cultural Arhivat în 18 martie 2013, la Wayback Machine. (Brăila, 2011) și redactor între 2006 și 2016 al revistei Timpul (Iași).
Fondator și editor al Romanian Language Database of Japanese Studies, o bază de date online unde pot fi accesate majoritatea lucrărilor de niponologie în limba română, precum și a traducerilor de literatură, studii de specialitate etc. care privesc Japonia și studiile de niponologie în România.

## Lucrări

### Lucrări academice
- The Literature of Political Conversion (Tenkō) of Japan. PhD dissertation, University of Chicago, 2013.
- 1942: Women Writers at War (in Studia Universitatis Babeș-Bolyai: Philologia, 3/2010. pp. 79–96)
- Miyamoto Yuriko to sono tenkō (in Amerika-Kanada daigaku rengō sentā bunshushū, 2005)
- Miyamoto Yuriko and the Soviet Propaganda (in Virginia Review of Asian Studies, IV/Fall 2002. pp. 73–91)
- Literature and Propaganda: Miyomoto Yuriko's Soveto kikō (Account of My Trip to the Soviet Union). MA Thesis, University of Pittsburgh, 2002
- Ritualizing in the Nō Performance: A Six Centuries-Old New Theory about Ritual (in Romanian Journal of Japanese Studies 2/2002. pp. 123–153)

### Traduceri (cărți)
- Osamu Dazai, Decădere umană, Editura Humanitas, București, 2024. 352 p. ISBN: 978-606-097-380-5
- Yasunari Kawabata, Sunetul muntelui, Editura Humanitas, București, 2010. 264 p. ISBN: 978-973-50-2151-1
- Yasunari Kawabata, O mie de cocori, Editura Humanitas, București, 2010. 136 p. ISBN: 978-973-50-2740-7
- Ryūnosuke Akutagawa, Viața unui prost, Editura Curtea Veche, București, 2010. 164 p. Traducere din limba japoneză, prefață și note de George Șipoș. ISBN: 978-973-669-904-7
- Yukio Mishima, Soare și oțel, Editura Humanitas, București, 2008. 149 p. ISBN: 978-973-50-2147-4

### Traduceri (periodice)
- Jun'ichirō Tanizaki, Shunkin (fragmente)/Shunkinshō
- Yasunari Kawabata, O mie de cocori (fragment)/Senbazuru[3]
- Izumi Kyōka, Nuca/Kurumi[4]
- Kunikida Doppo, Oameni de neuitat/Wasureenu hitobito[5]
- Kishida Kunio, Fotografia/Shashin[6]
- Tsubouchi Shōyō, Esența romanului/Shōsetsu shinzui (fragment)[7]
- Ryūnosuke Akutagawa, Poarta Rashō/Rashōmon[8]
- Yoko Tawada, Spori/Spores (fragment)[9]
- Riichi Yokomitsu, Musca/Hae[10]
- Kamo no chōmei, Letopiseț din sihăstrie/Hōjōki (fragment)[11]

## Legături externe
- Profil pe academia.edu
- Interviu în Economistul Arhivat în 19 iulie 2012, la Wayback Machine.